# Caryocolum gallagenellum
Caryocolum gallagenellum is een vlinder uit de familie tastermotten (Gelechiidae). De wetenschappelijke naam is voor het eerst geldig gepubliceerd in 1989 door Huemer.
De soort komt voor in Europa.